# ショウゲンジ
ショウゲンジ（正源寺、学名: Cortinarius caperatus）は、ハラタケ目フウセンタケ科のフウセンタケ属に分類される中型から大型の食用キノコの一種である。傘にしわがあるのが特徴。傘は黄土色で、さまざまな料理に利用できる。

## 名称
和名は菌類分類学者の川村清一によって命名されたもので、その由来については、長野県飯田地方における方言名をそのまま採用したという。
江戸時代（寛政11年：1799年）に成立した菌類図譜である「信陽菌譜（市岡知寛）」には、シャウゲンヂなるきのこが図説され、「寺の僧が初めてこの茸を食し、それから地元の人々も食べるようになった」との説明書きが附されている。また、天保6年（1835年）に坂本浩然が著した「菌譜」にも、性賢寺茸の名が見える。一説には、長野か岐阜にあった「ショウゲンジ」という名の寺の僧が食べていたキノコで、これがとても美味しかったため村人も食べるようになり、やがてショウゲンジと呼ばれるようになったという説や、正源寺の僧が最初にこのキノコを食べ、食用になることを広めたという説に由来するという。
ショウグンジ（信濃地方）・シャウゲンボウ（岡山県美作）・ショウオンジ（愛知県豊田市周辺）・コムソウ（長野および広島）・タイコノバチ（岐阜県飛騨高山）・ボウズ（愛知県豊田市）・コモソウ（長野県伊那市より岐阜県岐阜市周辺）などの方言名がある。若い時期は、僧侶や虚無僧がかぶる笠に似ていることから、ボウズタケやコムソウタケの語源になっているという。鳥取県ではシバカツギとよばれ親しまれている。
英語圏では Gypsy Mushroom の名が用いられているが、その語源は明らかでない。種小名の caperata は「しわがよった」の意のラテン語で、特にやや古いもののかさに、顕著な放射状のしわを生じる点を示したものである。

## 分布
北半球温帯以北（共生相手となる樹木が分布する地域）に広く産する。日本国内では、北海道から九州にかけて普通にみられる。

## 生態
外生菌根菌（菌根性・共生性）。初秋から晩秋にかけて、コナラ・アカマツが混じる雑木林、アカマツ・ツガなどの針葉樹林、コナラ、ミズナラなどの広葉樹林で見られる。主にアカマツ林に発生し、ときにシイ・カシ林でも見られる。これらの樹木の細根と菌糸とが結合し、外生菌根を形成し、散生または群生か菌輪をつくる。ハイマツの樹下にも見られ、ときに広葉樹林でも見出されることがある。
子実体直下の地中に、濡れた綿の塊のようにみえる灰色の菌糸層を形成し、広い面積にわたって、べったりとはびこる。落ち葉がやや厚く堆積した林床を好む。ショウゲンジが生えているところにマツタケは出なくなるといわれる。

## 形態
傘は半球形からほぼ平らに開き、老成時には浅い皿状に窪み、径4 - 15センチメートル (cm) 程度。傘の表面は湿時には粘性があるが乾きやすく、赤みを帯びた黄土色ないし黄色がかった灰褐色、まれに部分的に淡紫色を帯びることがあり、微細な繊維紋をあらわす。幼時は白色ないし淡紫白色の繊維状鱗片（外被膜の断片）をごく薄く覆われるが、次第に目立たなくなり。傘が開くと、傘の周辺に放射状に走る深いしわを生じる。肉はかさの中央部以外では薄く、もろくて崩れやすく、汚白色ないし淡黄褐色で傷つけても変色せず、味やにおいにはかすかに土くさみがある。ヒダは柄に直生ないし上生（あるいはほぼ離生）し、やや密で比較的幅狭く、初めは白っぽいが成熟すれば淡い赤さび褐色を呈し、灰白色に縁どられる。
柄はほぼ上下同大あるいは基部に向かってやや膨らみ、長さ5 - 15 cm、最も太い部分の径8 - 15ミリメートル (mm) 程度。灰黄色あるいは淡赤褐色を呈し、縦に走る微細な繊維紋をこうむる。柄の中ほどから上に、狭い指輪状で黄白色のもろい「ツバ」（脱落しやすい）を備え、基部には白色から薄紫色の不明瞭な膜質をなした痕跡的なツボを有し、中実である。
胞子紋はやや明るい赤さび褐色を呈し、胞子はいくぶん角張った楕円形ないしアーモンド形、細かいいぼ状の紋様におおわれ、発芽孔を欠く。側シスチジアはないが多数の縁シスチジア（こん棒状・紡錘状、あるいはボウリングのピン状で無色・薄壁）を備える。かさの表皮層は、ゼラチン質に埋もれつつ匍匐する細い菌糸からなる。菌糸の隔壁部にはかすがい連結を有している。

## 食・毒性
香りには特別なものはないが、歯切れや口当たりがよく、収量が多いことから、各地で食用として利用されている。欧米でも、食用キノコとして広く利用されてはいるが、評価はさほど高くはない。ただし、フィンランドでは、市場で商業的に扱われている。中国（雲南省）からチベットおよびブータンにかけての地域でも、食用菌として市場に出されるという。
傘が開いてしまうと傷みが早いため、傘が開いていない若い個体を選ぶ。風味にクセがないため料理は万能で、湯がいて下処理をしてから、すまし汁、けんちん汁、鍋物、土瓶蒸し、バター炒め、すき焼きの具、肉野菜炒め、鉄板焼き、天ぷらなどにする。煮物や炊き込みご飯のほか、吸い物や酢の物など薄い味付け料理によく合う。貝や魚との相性もよい。

## 類似種
チャナバ（Cortinarius corrugatus Peck）は全体に赤みが強く、かさにはしばしば顕著な放射状のしわをこうむり、内被膜が綿毛状かつ早失性で、ショウゲンジのような明瞭な「つば」を形成しないこと・子実体がやや乾燥すると、醤油のような独特のにおいを発することなどにおいて異なる。
キショウゲンジは和名が似ているが、外被膜がショウゲンジのそれよりもよく発達し、かさの表皮がこん棒状ないし電球状に膨らんだ細胞からなる細胞状被である点から、別属に置かれている。ニセアブラシメジは、かさの表面に残る外被膜層がゼラチン化するために粘性がより著しく、内被膜が綿毛状ないしクモの巣状で、ショウゲンジのように膜質でない点で区別される。